# عباس عدالت
عباس عدالت، دانشمند و فعال سیاسی  ایرانی ساکن در انگلستان است. عدالت هم‌اکنون استاد ریاضیات و علوم کامپیوتر درامپریال کالج لندن و استاد معین دانشگاه صنعتی شریف است. او همچنین بنیان‌گذار بنیاد دانش و هنر می‌باشد. عدالت در سال ۲۰۰۵ کارزار ضد تحریم و حمله نظامی علیه ایران CASMII را با هدف مقابله با تحریم و حمله نظامی علیه ایران تأسیس نمود. یکی از مقالات او تأثیر پایدار فاجعهٔ حملهٔ مغول بر ایران است.

## دستگیری
آقای عدالت در روز ۲۶ فروردین ۱۳۹۷ در تهران توسط سازمان اطلاعات سپاه پاسداران انقلاب اسلامی بازداشت شد. با این که نهادهای اطلاعاتی نامی از او نیاورده‌اند، خبرگزاری بی بی سی، راجع به این دستگیری خبررسانی کرد.